# Edward Montagu-Stuart-Wortley-Mackenzie (1er comte de Wharncliffe)
Edward Montagu Stuart Granville Montagu-Stuart-Wortley-Mackenzie, 1er comte de Wharncliffe (15 décembre 1827 - 13 mai 1899), est un pair britannique et un industriel des chemins de fer. 

## Biographie
Membre de la famille Stuart dirigée par le marquis de Bute, il est le fils aîné de John Stuart-Wortley (2e baron Wharncliffe), et de son épouse Lady Georgiana Elizabeth, fille de Dudley Ryder (1er comte de Harrowby), et lui succède dans la baronnie en 1855. Il est président de Manchester, Sheffield et Lincolnshire Railway, qui, sous sa direction, est devenu le Great Central Railway. En 1876, il est créé vicomte Carlton, de Carlton dans la circonscription de West dans le comté de York, et comte de Wharncliffe, dans la circonscription de West du comté de York, avec le reste pour son jeune frère Francis Dudley Stuart-Wortley-Mackenzie. En 1880, il prend par licence royale le nom de famille supplémentaire de Montagu. 
Lord Wharncliffe épouse Lady Susan Charlotte, fille de Henry Lascelles (3e comte de Harewood), en 1855. Ils n'ont pas d'enfants. Wharncliffe est décédé en mai 1899, à l'âge de 71 ans, et est remplacé dans la vicomté et le comté selon le reste spécial, par son neveu Francis. La comtesse de Wharncliffe est décédée en mai 1927. 